# 185 (列車)
185（いっぱーご）は、東日本旅客鉄道（JR東日本）が運行する臨時特急列車の愛称である。

## 概要
185系は2021年3月に定期運行を終了したが、その後も臨時列車としてたびたび運行されており、根強い人気がある車両であった。そこで、JR東日本横浜支社は2023年6月14日、当時の185系の雰囲気を楽しんでもらうことを目的に、鉄道ファンから親しみを込めて呼ばれている「185（いっぱーご）」の愛称を冠した臨時列車を運行すると発表した。

## 運行概況
当初は7月12日、7月19日、8月23日、8月30日の計4日間のみの運行される予定となっていたが、好評だったため9月9日、9月10日も追加運行された。その後11月にも2日間運行し、12月と2024年1月はそれぞれ3日間運転されることとなった。また、そのうち12月22日と1月19日は川崎駅まで延長運転された。ついで3月から6月は計7日間運行され、そのうち土曜日運行の3往復6列車は伊豆急下田駅まで延長運転された。

### 使用車両
列車名の「185」にちなみ、185系のみが使用されている。

### 停車駅
（川崎駅 - ）横浜駅 - 伊東駅（ - 伊豆高原駅 - 伊豆熱川駅 - 伊豆稲取駅 - 河津駅 - 伊豆急下田駅）
- 2023年12月22日と2024年1月19日のみ川崎駅発着で、2024年4月から6月のうちの土曜日運転分のみ伊豆急下田駅発着でそれぞれ運転された。